# Joe Sinnott
Joseph Leonard Sinnott ( /ˈsɪnət/; 16 de octubre de 1926-25 de junio de 2020) fue un dibujante de historietas estadounidense. Trabajó principalmente como entintador y es principalmente conocido por su largo periodo en los 4 Fantásticos de Marvel Comics, desde 1965 a 1981, con una breve participación adicional a finales de la década de 1980, en la que entintó los lápices de Jack Kirby. Durante los 60 años que se desenvolvió como artista independiente de Marvel y luego como artista asalariado a distancia, Sinnott entintó prácticamente todos los títulos importantes de esa editorial, con períodos notables en Los Vengadores, Los Defensores y Thor.
A mediados de la década del 2000, Stan Lee mencionó a Sinnott como el entintador más solicitado de la compañía y dijo, en tono jocoso: «[los] dibujantes solían hacerme todo tipo de amenazas terribles si no me aseguraba de que Joe, y solamente Joe, entintara sus páginas. Sabía que no podía satisfacer a todos y tenía que guardar las tiras más importantes [para él]. Para la mayoría de los dibujantes, que Joe Sinnott entintara sus ilustraciones equivalía a ganarse el premio mayor». El arte de Sinnott apareció en dos sellos conmemorativos del Servicio Postal de Estados Unidos en el 2007 y continuó entintando la tira de prensa dominical The Amazing Spider-Man hasta su jubilación en el 2019.

## Primeros años y carrera
Joseph Leonard Sinnott nació el 16 de octubre de 1926, en Saugerties, Nueva York, Estados Unidos. Fue uno de los siete hijos de Edward y Catherine McGraw Sinnott; sus hermanos eran Edward y cinco que fallecieron antes que él: Ann o Anne, Frank, John también conocido como Jack, Leonardo y Richard. Sinnott creció en una pensión que tenía como clientela principal a maestros de escuela, algunos de los cuales inspiraron en el joven Sinnott el amor por el dibujo. Las influencias que tuvo en la infancia, en cuanto a historietas, incluyen la tira de prensa Terry and the Pirates y los personajes Batman, Congo Bill, Hombre Halcón y Zatara. Sinnott asistió a las escuelas St. Mary of the Snow y a la Saugerties High School.
Tras la muerte en combate de su hermano Jack en 1944, quien fuera miembro de la Tercera División del Ejército de los Estados Unidos, Sinnott accedió a los deseos de su madre y no se enlistó al ejército, en su lugar se unió a la Marina de los Estados Unidos en el otoño de ese año. Después de prestar su servicio con los Seabees en Okinawa durante la Segunda Guerra Mundial, en donde fue conductor de un camión de municiones, fue dado de baja en mayo de 1946 y recibió la Medalla de la Campaña Asia-Pacífico, la Medalla de la Victoria de la Segunda Guerra Mundial y la Medalla por Servicio de Ocupación de la Marina. Después de trabajar tres años en la planta de fabricación de cemento de su padre, fue aceptado en la Escuela de Dibujantes e Ilustradores (más tarde la Escuela de Artes Visuales) en la ciudad de Nueva York, Estados Unidos, en marzo de 1949 como beneficiario del GI Bill.
El primer trabajo artístico profesional en solitario de Sinnott fue en el personaje secundario «Trudi» de la historieta humorística Mopsy #12 de la editorial St. John Publications (con fecha de portada de septiembre de 1950).
Tom Gill, un instructor de la Escuela de dibujantes e ilustradores, le pidió a Sinnott que fuera su asistente en su trabajo independiente en historietas. Con su compañero de clase Norman Steinberg, Sinnott pasó nueve meses dibujando fondos y dibujos incidentales, en un principio para las historietas relacionadas con películas wéstern para Dell Comics. Sinnott recordó en 1992 «[haber] tomado el [tren de la] Long Island Rail Road todos los fines de semana y trabajar el día entero los sábados y domingos». Dijo en 2003: «Tom nos estaba pagando muy bien. Todavía asistía a la escuela y trabajaba para Tom por las noches y [los] fines de semana», con la adición del trabajo nocturno a su rutina, se cansó de viajar a Long Island y «comencé a trabajar [en] mi habitación en la Calle 75 por siete dólares a la semana».
En 1992, Sinnott recordó que su primer trabajo para Gill fue la historieta del Oeste Red Warrior y luego se sumó trabajo en Kent Blake of the Secret Service, ambos para Atlas Comics, un predecesor de Marvel Comics. «Tom hacía todas las cabezas. [Sinnott y Steinberg] hacíamos todo lo demás. Hacíamos los fondos y las figuras, pero como eran las cuentas de Tom, él hacía las cabezas para que se pareciera a su trabajo. Hice esto durante unos nueve meses. Fue un gran aprendizaje», agregó que: «nunca podré tener suficientes cosas buenas que decir sobre Tom Gill. Él me dio mi inicio».

### Timely/Atlas
Sinnott se diversificó profesionalmente y en 1951 se reunió con el editor Stan Lee en lo que entonces era Atlas Comics. Sinnott recordó haber pensado: «"caramba, Stan no puede rechazarme porque está aceptando todo el trabajo que traemos". Así que fui a ver a Stan y me dio un guion de inmediato [...]»  Dado que generalmente no se otorgaban créditos de creador en ese momento, las fuentes disponibles difieren en la primera asignación de Sinnott que no fuera para Gill en Atlas. Una fuente frecuentemente citada nombra a dos historias publicadas en el mismo mes: una historia wéstern de relleno de cuatro páginas llamada The Man Who Wouldn't Die en el título Apache Kid #8 (septiembre de 1951), y una de dos páginas Under the Red Flag en el título Kent Blake of the Secret Service #3 (septiembre de 1951).
Sinnott continuaría dibujando una multitud de historias de muchos géneros para la compañía a lo largo de la década: historias de terror, ciencia ficción y fantasía sobrenatural para Adventures into Terror, Astonishing, Marvel Tales, Menace, Journey into Mystery, Strange Tales, Uncanny Tales y otros; historietas bélicas para Battle, Battle Action, Battlefield, Battlefront, Combat, Navy Combat y otros, incluidas historias históricas de guerra en Man Comics; historias bíblicas en Bible Tales for Young Folk; wésterns en Frontier Western, Gunsmoke Western, Two Gun Western, Western Outlaws, Wild Western y otros, cocreando con escritores desconocidos los héroes titulares de los títulos The Kid from Texas y Arrowhead, este último protagonizado por un guerrero nativo americano; y ocasionalmente historietas policiacas (Caught ) y románticas (Secret Story Romances ).
Sinnott dijo en el 2003: «solía subir [a la oficina, en el Empire State Building] y sentarme en una pequeña sala de lectura con otros cuatro o cinco artistas. Terminó siendo así cada semana que subía, los mismos tipos estaban en la habitación. Bob Powell, Gene Colan, personas como ellos. Me habitué a hablar con ellos. Syd Shores también estaba [trabajando como contratista] allí». Sinnott recordó que la costumbre era que Bob Brown, el asistente del director de arte, llamara uno por uno a cada artista para reunirse con Stan Lee durante «tal vez diez o quince minutos [...] [Allí] habría una pila de guiones en el lado izquierdo de su escritorio, mecanografiados en papel legal amarillo. Tomaría uno de la parte superior y no sabía lo que te estaría dando. Podría ser una historia de guerra o un wéstern o cualquier cosa. Te lo llevabas a casa y se esperaba que hicieras un trabajo profesional».
Sinnott vivió durante tres años en la ciudad de Nueva York, Estados Unidos, mientras asistía a la escuela de arte, en un lugar cercano a Broadway y el oriente de la 74th Street en el barrio Upper West Side de Manhattan, posteriormente regresó a su ciudad natal, Saugerties, Nueva York, donde pasó el resto de su vida.

Durante la recesión económica de 1957 en la que Atlas despidió a la mayoría de su personal y trabajadores independientes, Sinnott encontró otro trabajo en los seis meses previos a que esta empresa lo llamara nuevamente. Al igual que otros trabajadores independientes de Atlas, había sufrido de recortes esporádicos a su tarifa por página, incluso antes de la implosión de la empresa. 
Mi tarifa era de hasta 46 dólares por página por lápices y tintas y esa era una buena tarifa en 1956, cuando comenzó el declive. Se redujo a 21 dólares por página cuando Atlas dejó de contratarme [...] Stan me llamó y me dijo: «Joe, Martin Goodman me pidió que suspendiera las operaciones porque tengo todas estas ilustraciones internas y tengo que usarlas todas antes de que pueda volver a contratarte». Resultó ser un periodo de seis meses, en mi caso. Es posible que haya llamado a algunos de los otros artistas más tarde, pero eso es lo que pasó conmigo.
Sinnott comenzó a hacer arte comercial, como vallas publicitarias y portadas de discos, así como a ser artista fantasma para algunas personas en DC Comics y un trabajo en las historietas Classics Illustrated. El exartista de EC Comics, Jack Kamen, en ese momento era el director de arte de la Harwyn Picture Encyclopedia infantil de 12 volúmenes de 1958, para Harwyn Publishing. Kamen incorporó a Sinnott a un grupo de colaboradores que incluía a artistas de EC tan notables como Reed Crandall, Bill Elder, George Evans, Angelo Torres y Wally Wood. Sinnott también inició una larga asociación con George Pflaum, el editor de Treasure Chest, una historieta de temática católica distribuida en escuelas religiosas privadas. Junto con Bob Wischmeyer, un escritor y editor de Treasure Chest, Sinnott colaboró en una tira de prensa acerca de atletas universitarios que no lograron vender para su publicación, Johnny Hawk, All American.

## Edad de plata de las historietas
A finales de las décadas de 1950 y 1960, un periodo que es conocido por historiadores y coleccionistas como la edad de plata de las historietas, Sinnott continuó realizando de manera ocasional lápices y tintas para Atlas Comics mientras esta editorial hacía la transición para convertirse en Marvel Comics, contribuyendo a títulos como Strange Tales, Strange Worlds, Tales to Astonish, Tales of Suspense y World of Fantasy . También trabajó una temporada, que duró hasta 1963, con la editorial de historietas de bajo presupuesto Charlton Comics, colaborando como dibujante con el entintador Vince Colletta en varias historias para historietas románticas en los títulos First Kiss, Just Married, Romantic Secrets, Sweethearts y Teen-Age Love.
La primera colaboración de Sinnott con Jack Kirby, uno de los creadores de historietas más revolucionarios e influyentes de esta época, y el dibujante con el que se le identifica con mayor frecuencia, ocurrió con la historia «Doom Under the Deep» en la historieta bélica Battle #69 de Atlas (abril de 1960). Después le siguió una historia sobrenatural de Kirby en Journey into Mystery #58 (mayo de 1960), Sinnott entintó la historia de monstruos gigantes, reimpresa dos veces, I Was Trapped By Titano the Monster That Time Forgot en Tales to Astonish #10 (julio de 1960). En 1992, Sinnott creía que su primera colaboración con Kirby había sido una historia wéstern titulada Outlaw Man from Fargo, pero no se cuenta con registros de ella.
Sinnott entintó una historia más de Kirby, I Was a Decoy for Pildorr: The Plunderer from Outer Space en Strange Tales #94 (marzo de 1962), antes de entintar su primera historieta de superhéroes para Marvel: la portada y el interior del título de los 4 Fantásticos, The Fantastic Four #5 (julio de 1962), dibujado por Kirby, un número que introduce al supervillano Doctor Doom. Sinnott también entintó algunos paneles de la segunda página del siguiente número de The Fantastic Four, mientras que el resto fue entintado por otro colaborador habitual de Kirby, Dick Ayers.
Sinnott explicó que no continuó trabajando en The Fantastic Four después del único número que entintó:
Antes de que Stan [Lee] me llamara para entintar a Jack [Kirby] en Fantastic Four #5, ni siquiera sabía que los Cuatro Fantásticos existían. Vivía en lo alto de [...] las montañas de Catskill y nunca descendía la ciudad en aquella época. [...] Todo era hecho por correo y no sabía qué títulos estaban publicándose [...] Stan me llamó y me dijo, «Joe, tengo un título con Jack Kirby y me gustaría que lo entintaras, si pudieras. No puedo encontrar a nadie par entintarlo». [...] [Cuando el arte en lápiz llegó,]  quedé estupefacto por el gran arte y los personajes. [...] Me pasé muy bien entintándolo. Recuerdo que cuando lo envié de vuelta por correo, Stan me llamó. Me dijo, «Joe, nos ha gustado mucho, te voy a mandar el #6». Y lo hizo, pero ya me había comprometido [a] otra cuenta para [la historieta católica del editor George A. Pflaum's] Treasure Chest [...] y esta era una historia de 65 páginas que haría sobre uno de los papas [The Story Of Pope John XXIII, Who Won Our Hearts, en el vol. 18, #1–9 (13 de septiembre de 1962-3 de enero de 1963)]. Me había comprometido, así que cuando comencé con el #6, creo que sólo hice un panel o dos. Tuve que mandarlo de vuelta a Stan.
Para entonces, Sinnott había entintado la introducción superhéroe Thor, en Journey into Mystery #83 (agosto de 1962). También entintó la portada de Kirby del siguiente número y, al mismo tiempo que continuaba con su proyecto para Treasure Chest, dibujó y entintó cinco historias de Thor, en los números 91, 92 y 94 a 96 (de abril a septiembre de 1963).
En ese entonces, además de estos trabajos esporádicos, Sinnott se dedicaba principalmente a entintar para Charlton con trabajos ocasionales para American Comics Group, Treasure Chest y Dell Comics, para los cuales hizo lápices. También elaboró por completo adaptaciones de cine y televisión así como el one-shot biográfico The Beatles #1 (noviembre de 1964). En 1965 Sinnott regresó a Marvel para trabajar de manera prácticamente exclusiva, comenzando con el entintado de la portada y la historia, Where Walks the Juggernaut de The X-Men #13 (septiembre de 1965).
Después de esto, Sinnott comenzó su larga y célebre etapa en el título insignia de Marvel, The Fantastic Four, entintando a Kirby en The Gentleman's Name is Gorgon! or What a Way to Spend a HoneyMoon! del #44 (noviembre de 1965). Permaneció en este título hasta que Kirby se retiró de él, después del número 102 (septiembre de 1970), habiendo contribuido visualmente a la introducción de las creaciones de Lee y Kirby: Galactus, Silver Surfer, Pantera Negra, los Inhumanos, Adam Warlock y otros. Continuó en el título hasta 1981, ausentándose ocasionalmente o entintando únicamente la portada y tuvo un regreso breve a fines de la década de 1980. Sus dibujantes posteriores a Kirby incluyeron a John Romita, John Buscema, Bill Sienkiewicz, Rich Buckler, y George Pérez.
Un historiador de historietas ponderó la colaboración artística de Kirby y Sinnott a mediados de la década de 1960:
En un excepcional golpe de suerte y perfecta sincronía, justo cuando Kirby había ganado el tiempo para mejorar su arte, se convirtió en el entintador regular de los «FF». Sinnott era un trabajador consumado, ferozmente orgulloso del esfuerzo y meticuloso detalle que pondría en su trabajo. [...] Esas capas suaves, estilizadas de tinta china que Sinnott pintaba sobre los lápices de Kirby completaban el trabajo de Jack de una manera que ningún otro entintador podría. Los aficionados a las historietas nunca habían presenciado arte así de peculiar y potente en su escala y fuerza.
Durante la edad de plata de la década de 1960, Sinnott también entintó varias historias de Capitán América dibujadas por Kirby así como los Inhumanos, que eran un título secundario en Thor. También entintó dos historias de Jim Steranko del superespía Nick Fury y del superhéroe Capitán América; así como las 38 páginas de la historia del origen de Silver Surfer, de Buscema, en The Silver Surfer #1 (agosto de 1968), entre otros trabajos para Marvel.
Sinnott recordó en 2006:
A lo largo de los años, durante todos los 60, [la editorial rival] DC Comics siempre me llamó y me preguntaba si haría trabajo para ellos, y yo le decía que [el editor de Marvel Comic] Stan Lee me daría todo el trabajo que yo quisiera. Stan siempre me dijo, «Joe, lo que sea que DC te ofrezca, nosotros seguiremos pagándote más», no importaba cuáles fueran las tarifas. En esos días no todos los artistas recibían la misma paga, todos teníamos diferentes tarifas. Y yo disfrutaba de los personajes con los que estábamos trabajando.

## Carrera posterior

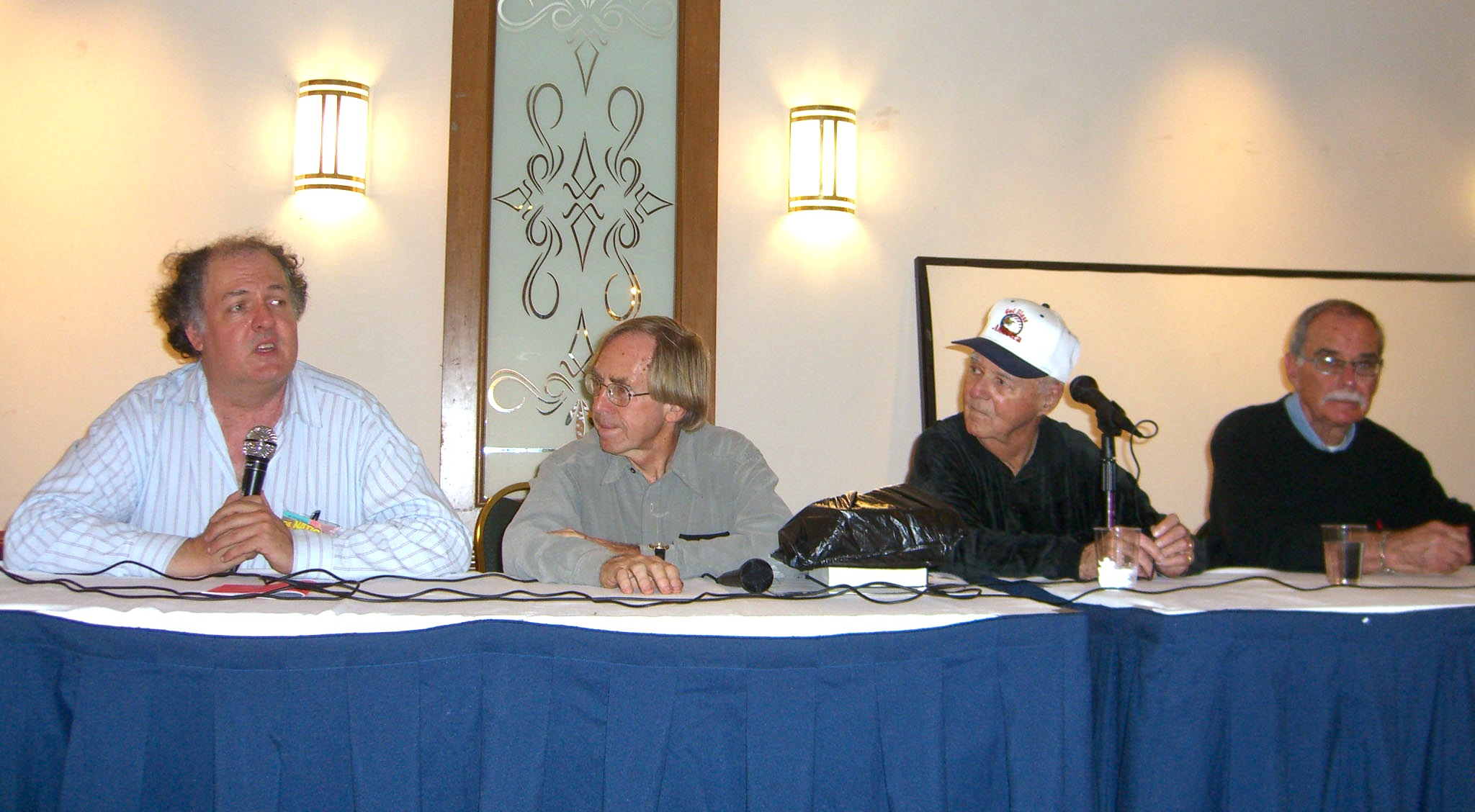
Mark Evanier, Roy Thomas, Joe Sinnott y Stan Goldberg en Manhattan

Durante sus años como trabajador independiente para Marvel, y posteriormente como trabajador asalariado remoto, Sinnott entintó prácticamente todos los títulos importantes de la editorial, con periodos notables en Los Vengadores, Los Defensores y Thor.
Sinnott se retiró de las historietas 1992 para concentrarse en entintar la tira de prensa The Amazing Spider-Man,reproducir portadas de historietas y realizar obras de arte por encargo. Continuó contribuyendo esporádicamente con Marvel, en Capitán América vol. 6, #1 (septiembre de 2011), entintó a John Romita Sr. en una de las seis portadas variantes realizadas para este número de estreno.

## Vida personal
En agosto de 1950, durante unas vacaciones escolares de dos semanas de la Escuela de Dibujantes e Ilustradores (más tarde la Escuela de Artes Visuales ) de la ciudad de Nueva York, Sinnott se casó con Elizabeth «Betty» Kirlauski (7 de marzo de 1932-1 de noviembre de 2006), con quien permaneció casado durante 56 años, hasta su muerte. La pareja tuvo dos hijos, Joseph Jr. y Mark, y dos hijas, Kathleen y Linda, la última de las cuales falleció antes que Sinnott.
Sinnott murió el 25 de junio de 2020 a los 93 años de edad. Su nieto Dorian precisó: «falleció esta mañana, 25 de junio, a las 8:40 a. m. a la edad de 93 años. Disfrutó de la vida y estuvo dibujando hasta el final».

## Premios y reconocimientos
- 1995 Premio Inkpot.[38]
- 2008 Premio Inkwell, salón de la fama 2008.[39][40]
- 2008 Premio Inkwell, entintador favorito (retro; empatado con Terry Austin).[39]
- 2008 Premio Inkwell, embajador especial 2008 (2008-presente).[41]
- 2013 Premio Eisner, salón de la fama.[42]

Es el homónimo del premio Inkwell, «salón de la fama Joe Sinnott», comúnmente llamado «premio Joe Sinnott».

## Legado
Dos imágenes de Jack Kirby-Joe Sinnott forman parte de la colección de sellos conmemorativos Marvel Super Heroes emitidos por el Servicio Postal de Estados Unidos del 27 de julio de 2007: Thing y Silver Surfer.
Sinnott es nombrado como el entintador número uno de las historietas estadounidenses por los historiadores de la distribuidora Atlas Comics de Chicago, Illinois, Estados Unidos, en su lista de los veinte principales del medio.